# The Museum of Russian Art
The Museum of Russian Art (TMORA; с англ. — «Музей русского искусства») — музей в городе Миннеаполис (штат Миннесота, США), выставляющий коллекцию русского искусства XX века, в особенности советской эпохи. Часто проводятся выставки современного искусства, относящегося к русскоговорящему миру.
Музей создан в 2001 году. Публичные выставки стали проводиться в 2001 году, изначально в снимаемом помещении в городе Блумингтон (Миннесота). Первое время музей освещал русские реалистические картины конца XX века и советской эпохи. Первоначальную спонсорскую поддержку организация получила от жителей Миннесоты Рэймонда и Сюзан Джонсон, которые имели огромную личную коллекцию русского искусства и артефактов. Бредфорд Шинкл управлял музеем с 2001 по 2008 годы. Шинкл и Джонсон имели множественные связи с русской культурой. Джонсон был почётным консулом в Российской Федерации в 2003 году, и в признание их вклада «в международное культурное разнообразие и образование» Джонсон (2005) и Шинкл (2009) были награждены российским Орденом Дружбы, высочайшей гражданской наградой России для иностранных подданных.
В 2005 году TMORA приобрёл и переконструировал построенную в середине 1930-х годов бывшую конгрегационалистскую церковь Мэйфлауер в южном Миннеаполисе, использовавшуюся ранее также похоронным бюро. Под руководством Шинкла количество экспонатов существенно расширилось и включает в себя иконографию, фотографию, народные предметы искусства и игрушки, лаковую миниатюру.
Главными экспонатами TMORA являются произведения русской лаковой миниатюры, представленные более чем сотней экземпляров из Федоскино, Палеха, Холуя и Мстёры, арендованные из Toy and Miniature Museum of Kansas City, Государственной Третьяковской галереи и Всероссийского музея декоративно-прикладного и народного искусства, а также из личной коллекции мастера лаковой живописи Люси Максим.